# ファイアーホーク (ゲーム)
『ファイアーホーク』（FIRE HAWK・副題：テグザー2）はゲームアーツが1989年に発売したパソコンゲーム（コンピュータゲーム）。

## 概要
本作は、同社が1985年にデビュー作として世に送り出したパソコンゲーム『テグザー』直系の続編にあたり、同ゲームで人気を集めた自動照準レーザーと飛行機形態に変形するロボットを操作するアクション・シューティングに、謎解きや戦略性の要素を強化した内容となっている。
対応機種はMSX2とPC-8801MkII SRで、後の1990年にPC/AT（PC-DOS）向けが米Sierra社から発売された。
爆発的ヒットを飛ばした『テグザー』の続編ということで人気を博した。なおゲームタイトル下には「Thexder The Second Contact」と記載され、ストーリー的にも連続していることが示された。

## ストーリー
4年前に発生した「ネディアム事件」で試作機「テグザー」を失いながら辛くも脱出に成功した兵器開発船レイピナ。当時レイピナに乗船していたジョシュアは、恋人で試作機テグザーのパイロット、アーサー大尉を事件で失っていた。
だが事件は始まりに過ぎなかった。謎の小惑星ネディアムは再び姿を現し、今度は地球への衝突コースに乗ったため、急遽編成されたテグザー後継量産機「ファイアーホーク」部隊による迎撃作戦が展開される。その迎撃部隊の中に、ジョシュアの姿もあった。4年前の事件の真相を知るために…

## ゲームシステム
基本的に8方向任意スクロール・サイドビューアクションシューティングゲームである。迷路のようなネディアム内部を敵を撃破しながら最深部を目指し、ネディアム中枢を叩いて地球への衝突を防ぐことがゲームの目的で、途中残骸として登場する僚機や中継アンテナを介して司令部と連絡をとってヒントを入手するなどの要素が盛り込まれている。なお前作テグザーでは自機が破壊された時点でゲームオーバーとなり、セーブ機能が無いため「最初から再挑戦」となったが、本作では謎解き要素も追加され、またマップも大幅に拡大されていることなどから、各ステージのクリア状況がセーブディスクに記録されるようになっており、ゲームオーバーになってもステージ最初からの再挑戦が可能である。
また豊富なオプション兵器はゲーム中のアイテム回収で所定回数使用可能になるが、これを上手に使い分ける必要もある。
ゲーム内の操作に慣れるための練習ステージ（演習モード）が設けられており、基本操作や各種オプション兵器の解説が含まれている。
BGMについてはステージBGMの途中からでもシームレスにボスBGMに切り替わるという工夫がなされている。
MSX2版は横8ドット毎に2色までというグラフィック制限が大きいSCREEN4を採用することで全体の動作をスムーズにすることに成功している。MSX2と8MHz駆動のPC-88だと、マップに遠景が表示されて多重スクロール表示になる。

### ファイアーホーク
基本的な操作は、テグザーと大きく変わるところは無いが、後継機ファイアーホークは武装面で強化され、自動照準レーザーとエネルギーシールドのほかに、威力の大きい誘導ミサイルや、様々なオプション兵器を使い分けることが可能となっている。また機動力も向上し、小さな段差程度なら駆け上がることも可能になるなど歩行能力も向上している。反面、消費エネルギー量も増加しているため、試作機テグザーと違い、何もしないでいてもエネルギーは減少する。
テグザー同様に特定の敵を破壊するとエネルギーを回収できるほか、オプション兵器中にある「TANK」を使用することでも回復できる。エネルギーがゼロになると自機が破壊されるライフ制。
なお正式配備された量産機という設定から、作中方々に同型の僚機が擱座している（作戦行動中の僚機は登場しない）が、ゲーム内のヒントとしてこの擱座した僚機に取り残され救助を待っているパイロットとコンタクトを取って、表示されるメッセージを手掛かりにゲームを進行する（ただし内容を知っていればコンタクトする必要は無い）。

### 操作・テクニック
変形は、ロボット形態のときは下方向に操作する（カーソルキー下矢印など）と飛行機形態に変形する。飛行機形態のときは、進行方向の逆方向に操作すると変形が解除されるが、進行方向に直角に壁があっても解除される。ただし高さがロボット形態に変形するだけの空間が無いと、180度反転しようとする。
レーザーは前面約180度の幅で自動的にロックオンされ発射されるが、壁向こうの敵にもロックオンするため、場所によっては無駄弾となる。これしか攻撃方法が無かった前作と違い、レーザーだけではエネルギー不足・攻撃力不足なので獲得したオプション兵器を的確に活用しなければならない。本作で追加された誘導ミサイルはレーザーの20倍の威力があり最も近い敵にロックオンマークが付き、発射すると真後ろにいる敵でも自動的に追尾して飛んでいくが、途中壁などの障害物に当たると無駄弾となる。このミサイルが今回のメイン武装であり道中に持ちきれない(99発以上は取っても増えず無駄になる)ほど存在しているが、多くは3発以上の耐久力がある上に耐久力がある敵が大勢で固まっている場合は何らかの方法でやり過ごすのが得策となっている。
シールドとミサイル/オプション兵器ボタンは兼用で、短く押すと現在指定中のオプション兵器やミサイルかシールドが使用され、長く押すとシールド/ミサイル/オプション兵器（最大3種類までストック）を選択するメニューが出る。なお長押し中は画面下中央のゲージが上がり、切り替えメニューが出る。すでに取得している3種以外のオプション兵器を得るにはどれかを使い切って獲得枠を空ける必要がある。
オプション兵器を一つでも保有していると、自機を追いかけるようにオプションキャリアというカプセルが現れるが、これは敵の攻撃や接触には無敵（ダメージは与えられない）であるため、うまく操作すると敵の攻撃を防ぐ盾にも使えるが、小さいためあまり役には立たない。
徐々にエネルギーが消費されいつかはゲームオーバーになってしまうため、迷路をすばやく突破するためのマッピングやアイテム取得順、使いどころを戦略立てしながらプレイする必要がある。

### オプション兵器
Flasher（フラッシャー）画面が点滅し、画面上の全ての敵に強力なダメージを与える。ただし破壊するとエネルギーの貰える敵をこれで破壊しても、エネルギーはもらえない。
Stopper（ストッパー）一定時間、敵の動きを止める。画面外の敵も止まるため、トラップ的に雪崩を起こす敵を足止めするのにも有効だが、効果時間が短い。
ECM（イーシーエム）弾を撃ってくる敵の攻撃や追尾してくる敵を止めることができる。機能はストッパーにも似るが、勝手気侭に動いている敵には効果が無い。効果時間はやや長い。
Dart Missile（ダートミサイル）直進するミサイルで、威力が大きいがスピードは遅い。誘導機能は無い。オプションキャリアから発射される。
Bomb（ナパームボム）自機足元に広がる炎。威力が大きく、飛行中にも爆撃するように利用できる。オプションキャリアから発射される。
Tank（エネルギータンク）使用するとエネルギーが回復する。使い捨て。

## 他機種版
| No. | タイトル         | 発売日         | 対応機種 | 開発元       | 発売元             | メディア                       | 型式 | 備考            |
| --- | ---------------- | -------------- | -------- | ------------ | ------------------ | ------------------------------ | ---- | --------------- |
| 1   | ファイアーホーク | 2019年12月27日 | Windows  | ゲームアーツ | D4エンタープライズ | ダウンロード (プロジェクトEGG) | -    | PC-8801版の移植 |
| 2   | ファイアーホーク | 2020年5月26日  | Windows  | ゲームアーツ | D4エンタープライズ | ダウンロード (プロジェクトEGG) | -    | MSX2版の移植    |